# Larry Hagman
Larry Hagman   (Fort Worth, 21 de setembre de 1931 - Dallas, 23 de novembre de 2012) és un actor, director i productor de cinema estatunidenc, nascut a Fort Worth (Texas), i mort a Dallas en el mateix Estat.

## Biografia

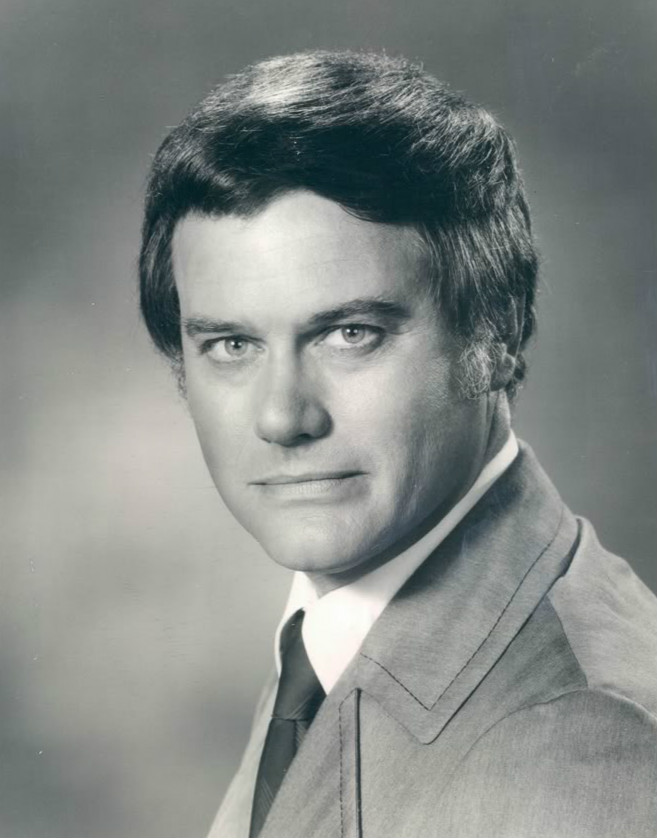
Larry Hagman el 1973.

Fill de l'actriu i cantant Mary Martin (1913-1990), Larry Hagman és el primer paper masculí de la sèrie americana I Dream of Jeannie (1965-1970) en el paper de Tony Nelson, després un dels personatges principals de Dallas (1978-1991), on interpreta el paper de John Ross (JR) Ewing, temible home de negocis i manipulador sense escrúpols.
El 2008, es va convertir en un activista per a l'ús d'energies renovables i té una casa que descriu en el seu lloc web com totalment autoalimentada d'energia.
Viu tranquil·lament entre els Estats Units i freqüents viatges a París sobretot. A causa de problemes d'alcohol durant 15 anys, va haver d'experimentar un trasplantament de fetge el 23 d'agost de 1995, i ho va aturar tot des del seu trasplantament.
A partir del 13 de juny de 2012, va formar part de la distribució principal de la nova sèrie Dallas per a la cadena de cable TNT. Hi reprèn el seu paper de J. R. Ewing.

### Vida privada i mort

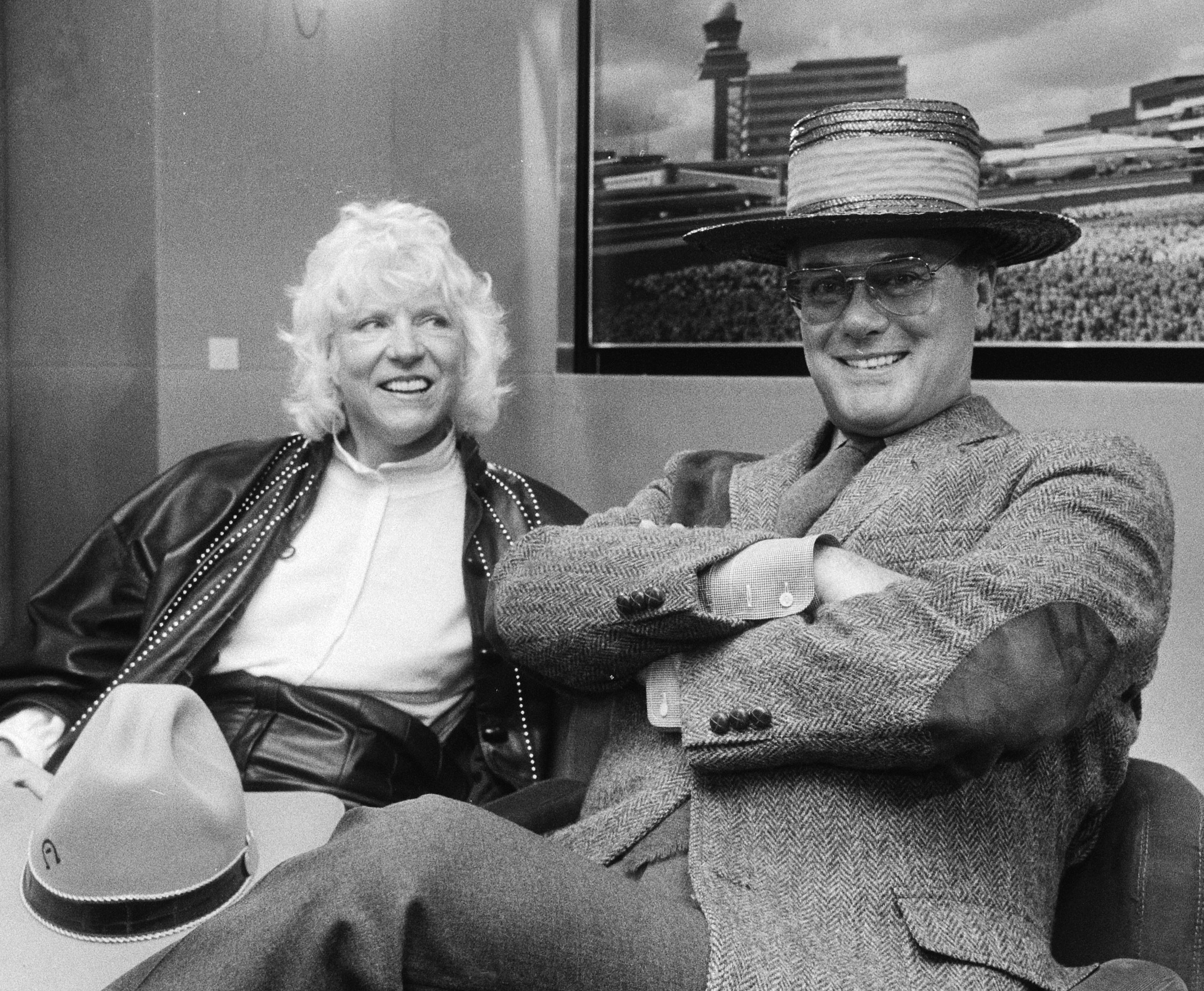
Larry Hagman avec Maj Axelsson el 1983.

Larry Hagman estava casat des de 1954 amb Maj Axelsson, sueca, decoradora d'interiors amb la qual va tenir dos fills (una filla, Heidi Kristina, i un noi, Preston) i cinc netes.
Va morir el 23 de novembre de 2012 als 81 anys, a conseqüència d'un càncer de coll. Segons els seus desitjos, va ser incinerat i les seves cendres van ser dispersades sobre el terreny del Southfork Ranch a Parker, Texas.
El seu personatge de J. R. Ewing mor en la segona temporada de la nova versió de la sèrie Dallas i serà enterrat en l'episodi «Inoblidable J.R.» (temporada 2, ep. 8). Tanmateix va aparèixer encara a la temporada 3.

## Filmografia

### Cinema
- 1964: Sette contro la morte: Capità Wilson
- 1964: Ensign Pulver: Billings
- 1964: Fail-Safe: Buck
- 1965: In Harm's Way: Lt. J.G. Cline
- 1966: The Group: Harald Peterson
- 1970: Up in the Cellar: Maurice Camber
- 1971: The Hired Hand: xèrif
- 1972: Beware! The Blob: Hobo - també director
- 1973: Antonio: Mark Hunter
- 1973: The Toy Game: Major
- 1974: Stardust: Porter Lee Austin
- 1974: Harry and Tonto: Eddie Coombes
- 1976: Mother, Jugs & Speed: Murdoch
- 1976: The Big Bus: Doctor
- 1976: The Eagle Has Landed: Col. Pitts
- 1977: Cry for Justice
- 1977: Checkered Flag or Crash d'Alan Gibson: Bo Cochran
- 1978: Superman: Major
- 1981: S.O.B.: Dick Benson
- 1981: Jag rodnar: Larry Hagman
- 1995: Nixon d'Oliver Stone: Jack Jones
- 1998: Primary Colors: Governador Fred Picker

### Televisió

#### pel·lícules de televisió
- 1969: Three's a Crowd: Jim Carson
- 1971: Vanished: Jerry Freytag
- 1971: A Howling in the Woods: Eddie Crocker
- 1972: Getting Away from It All: Fred Clark
- 1972: No Place to Run: Jay Fox
- 1973: Blood Sport: Coach Marshall
- 1973: What Are Best Friends For?: Frank Ross
- 1973: The Alpha Caper: Tudor
- 1973: The Toy Game: Major
- 1974: Sidekicks: Quince Drew
- 1976: The Return of the World's Greatest Detective: Sherman Holmes
- 1977: Intimate Strangers: Mort Burns
- 1978: The President's Mistress: Ed Murphy
- 1979: Police Story: A Cry for Justice: Dwight Sheppard
- 1996: Dallas: The Return of J. R.: J. R. Ewing
- 1997: Staying Afloat: Alexander Hollingsworth III
- 1997: The Third Twin: Barrington Jones
- 1998: Dallas: The War of Ewings: J. R. Ewing - també director

#### programes de televisió
- 1957: Decoy: Kenneth Davidson
- 1957: Search for Tomorrow: Curt Williams
- 1958: Sea Hunt: Johnny Greco / Alex Kouras / Elliot Conway
- 1960: Diagnosis: Unknown: Don Harding
- 1963 - 1964: The Defenders: Jim Lewton / Edmund Lockwood
- 1964: Mr. Broadway: Luke
- 1965: The Rogues: Mark Fleming
- 1965 - 1970: I Dream of Jeannie: Major Anthony Nelson
- 1970: Night Gallery: Cedric Acton
- 1971: The Name of the Game: Dean Chasen
- 1971: Dan August: Art Lewis
- 1971 - 1972: The Good Life: Albert Miller
- 1973: Love Story: Dick Madison
- 1973: Here We Go Again: Richard Evans
- 1973: Medical Center: Glenn Dorsey
- 1974: McCloud: Larry Harris
- 1974: Police Woman: Tony Bonner
- 1974 - 1979: Police Story
- 1975: The Streets of San Francisco: Terry Vine
- 1977: McMillan & Wife: Dr. Wesley Corman
- 1977: The Rockford Files: Paul T. Grisham
- 1978 - 1991: Dallas: John Ross « J. R. » Ewing
- 1978: Sword of Justice: Doyle Rettig
- 1980 - 1982: Knots Landing: J. R. Ewing
- 1993: Staying Afloat: Alexander Hollingsworth III - també productor
- 1997: Orleans: jutge Luther Charbonnet
- 2006: Nip/Tuck: Burt Landau
- 2010: Desperate Housewives: Frank Kaminski
- 2012: Dallas: J. R. Ewing

### Director
- 1992-1994: A la calor de la nit (sèrie)